# Schronisko „Nad Smolnikiem”
Schronisko „Nad Smolnikiem” – prywatne schronisko turystyczne, położone na zachodnim stoku Magurycznego w paśmie Wysokiego Działu w Bieszczadach, na wysokości 620 m n.p.m. Obiekt położony jest nad drogą łączącą wsie Smolnik i Mików, w jego sąsiedztwie znajduje się od 2003 roku lądowisko dla samolotów i szybowców.
W dniu 8 lutego 2010 roku schronisko strawił pożar, odbudowa została zakończona latem 2012 roku.

## Dane adresowe
Smolnik 49, 38-543 Komańcza

## Piesze szlaki turystyczne
W pobliżu schroniska od 2004 r. przebiega żółto-czarny Szlak śladami dobrego wojaka Szwejka. Najbliżej ze znakowanych szlaków w Duszatynie przebiega Główny Szlak Beskidzki, do którego można dojść przez Mików.